# Cothen

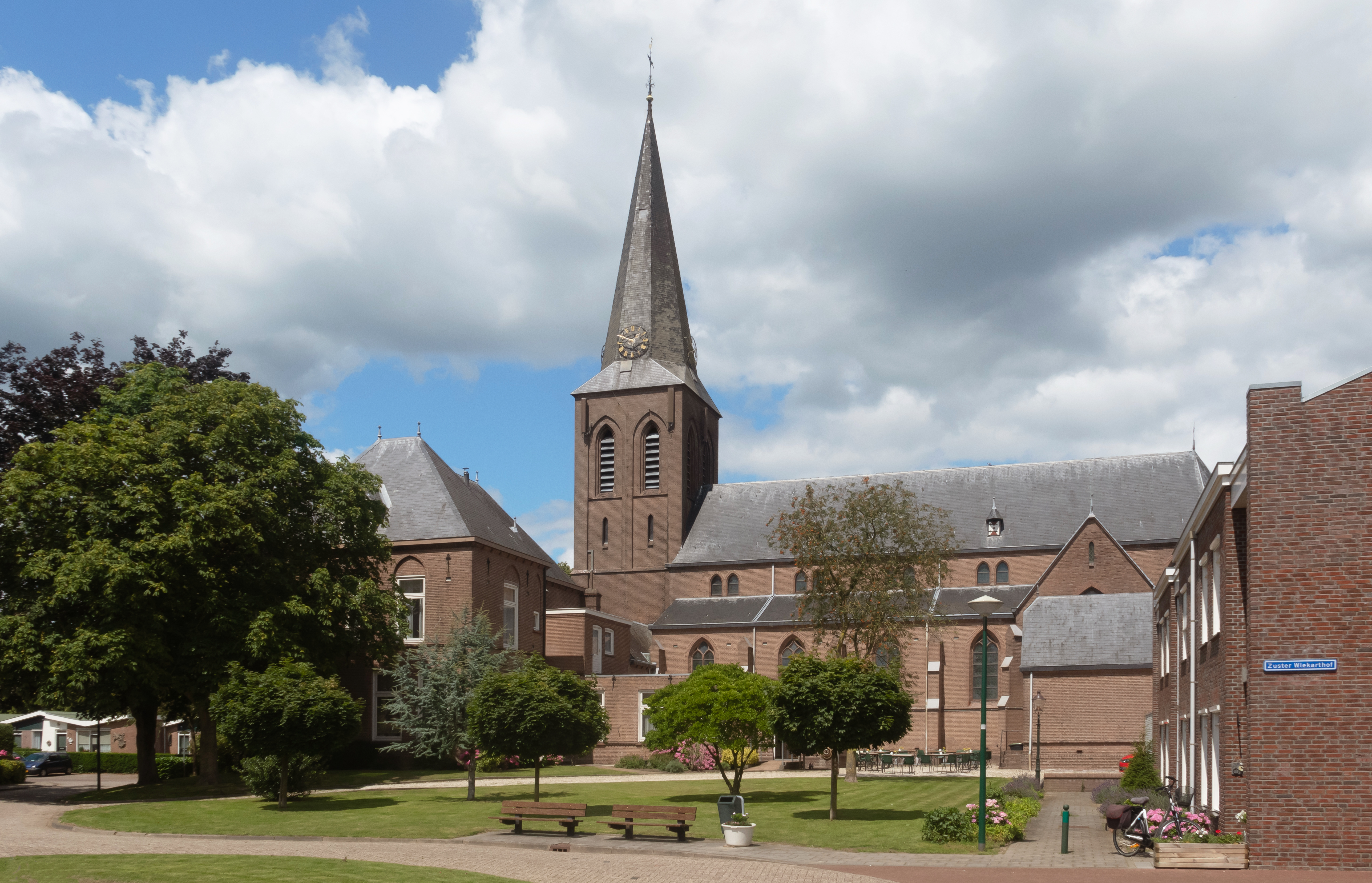
L'église: la Sint-Petrus et Pauluskerk

Cothen est un village situé dans la commune néerlandaise de Wijk bij Duurstede, dans la province d'Utrecht. Le 31 décembre 2008, le village comptait 2 973 habitants.

## Histoire
Cothen a été une commune indépendante jusqu'au 1er janvier 1996, date de son rattachement à Wijk bij Duurstede.